# Eds landskommun, Uppland
För andra landskommuner med detta namn, se Eds landskommun.
Eds landskommun var en tidigare kommun i Stockholms län.

## Administrativ historik
När 1862 års kommunalförordningar trädde i kraft inrättades cirka 2 400 landskommuner i Sverige. Därtill kom 89 städer och 8 köpingar. Som grund för landskommunerna låg den gamla sockenindelningen
I Eds socken i Sollentuna härad i Uppland inrättades då denna kommun.
I samband med den riksomfattande kommunreformen 1952 förenades den med Fresta landskommun och Hammarby landskommun för att bilda Upplands-Väsby landskommun, som 1971 ombildades till Upplands-Väsby kommun. I samband med sammanslagningen 1952 överfördes området Stäket till Järfälla landskommun.

## Politik

### Mandatfördelning i valen 1938-1946
| 14 | 1 | 5 |

| 18 |

| 14 | 6 |

| 17 | 3 |

| 3 | 12 | 5 |

| 17 | 3 |